# Диків
Ди́ків — село в Зорянській сільській громаді Рівненського району Рівненської області України. Населення становить 223 осіб.

## Галерея

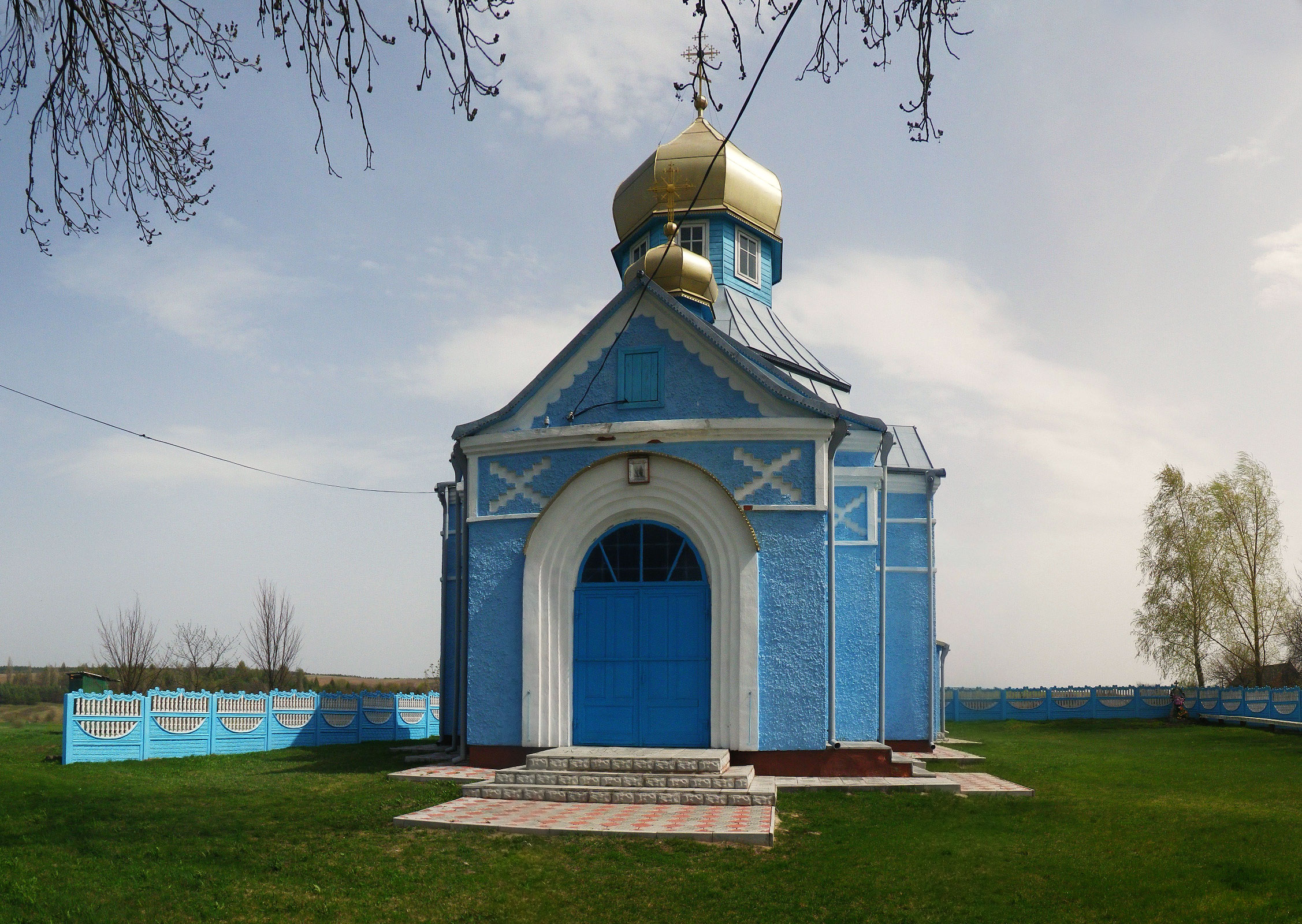
Православна церква
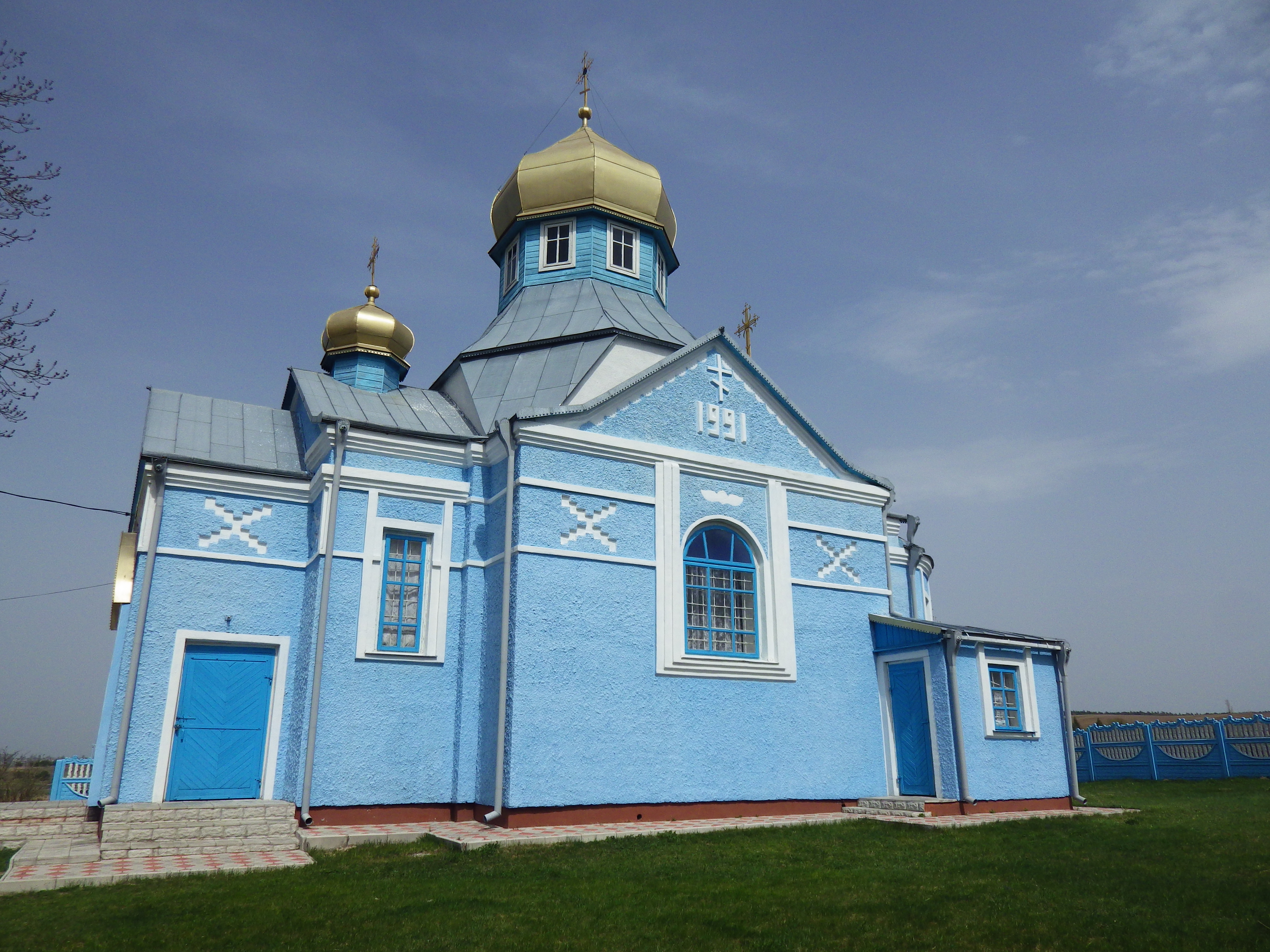
Православна церква
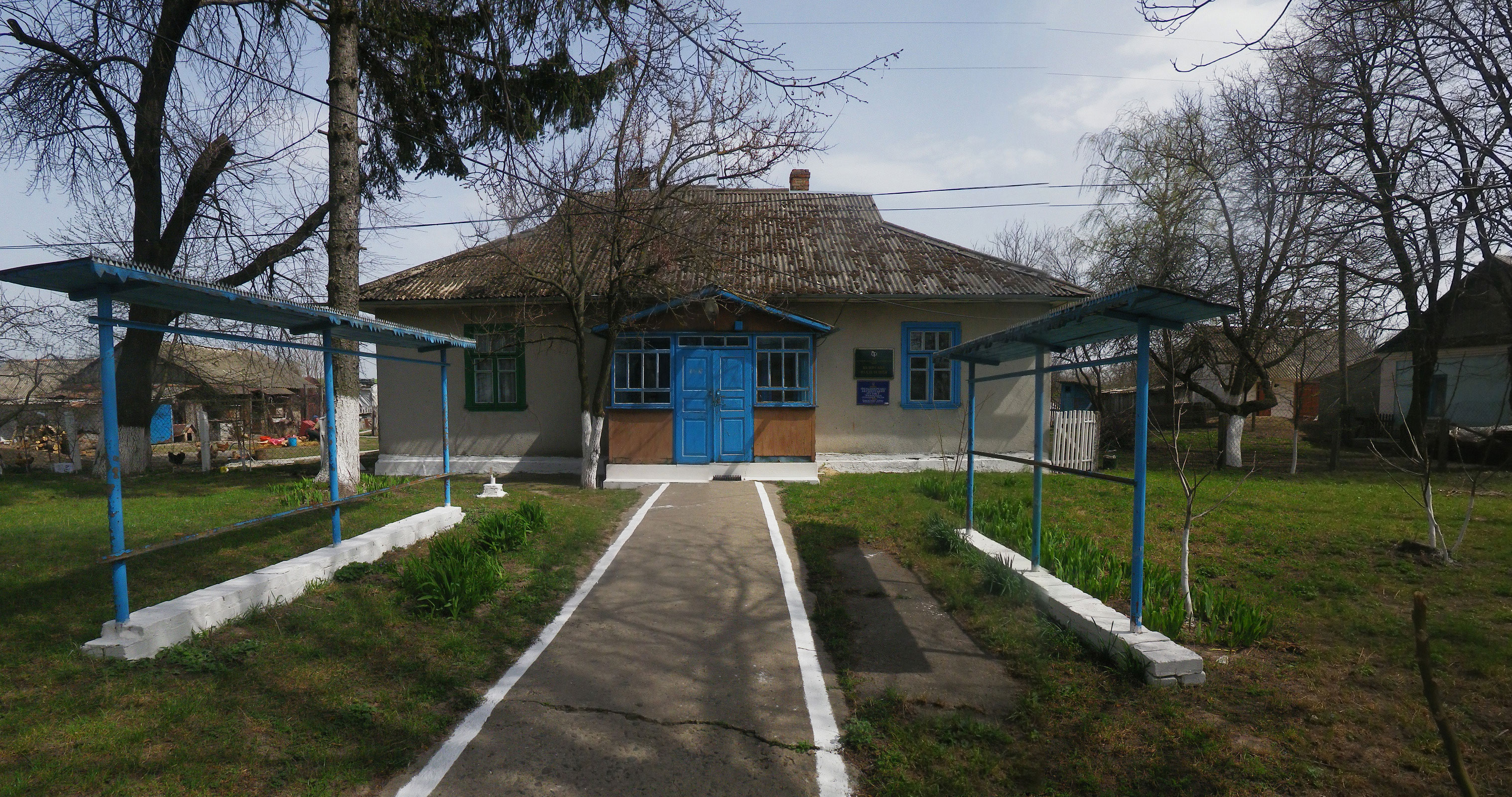
Акушерський пункт
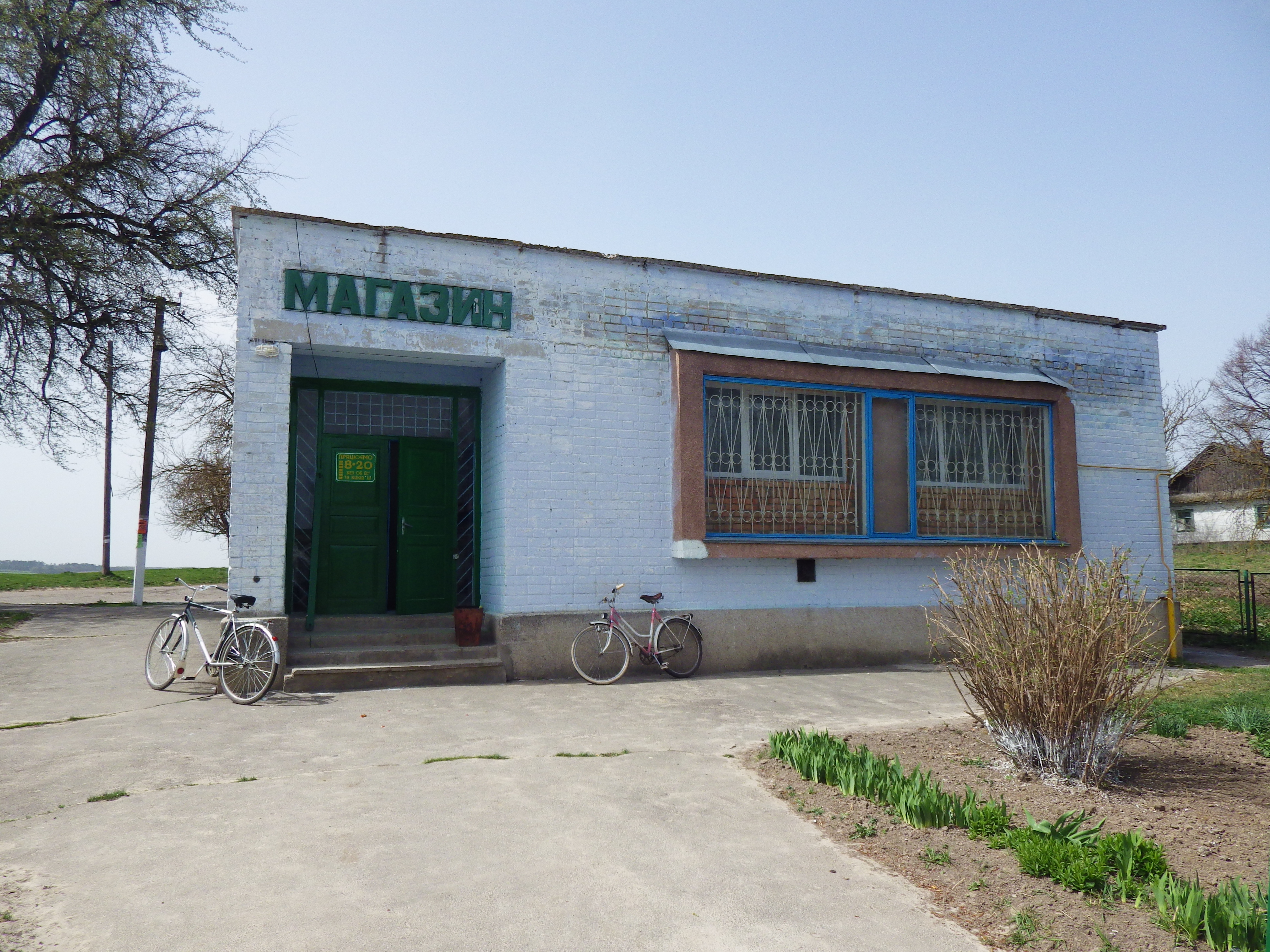
Магазин
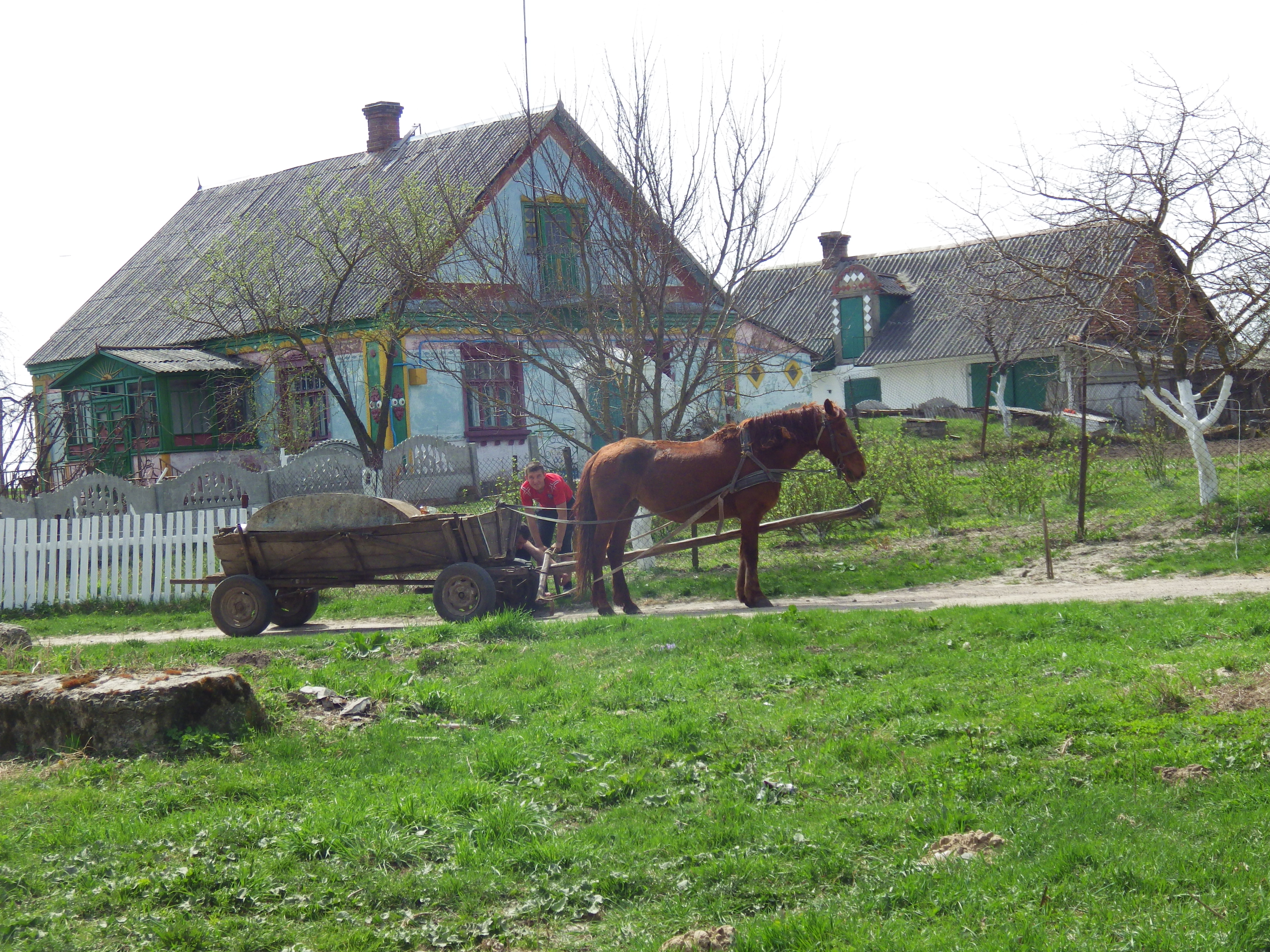
Місцевий транспорт
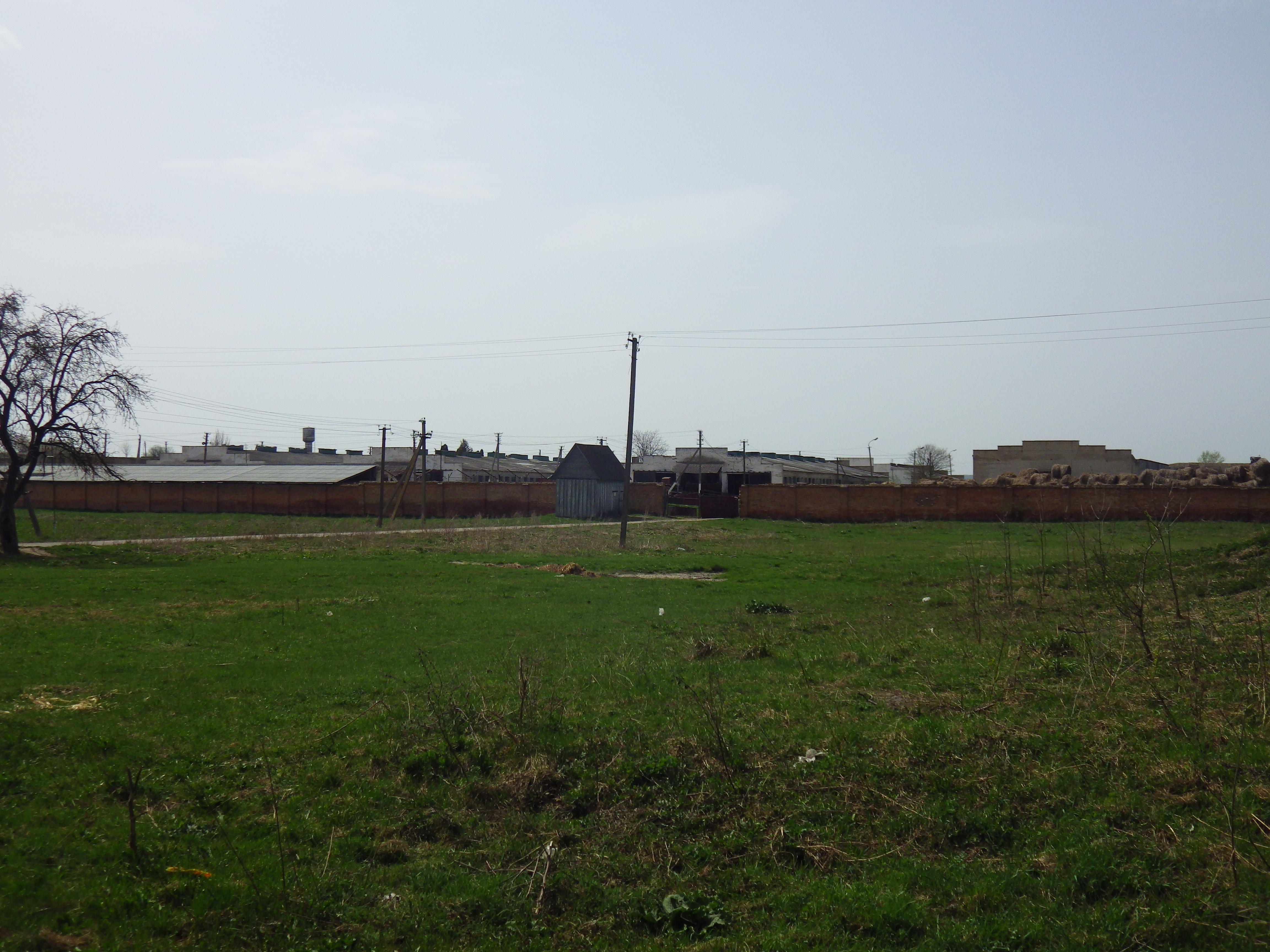
Колгоспні потужності